# Кастро, Хосе Хиль де
Хосе Хиль де Кастро и Моралес (исп. José Gil de Castro y Morales; 6 сентября 1785, Лима — 1841[…]) — перуанский и чилийский художник-портретист.

## Биография
Родился в 1785 году в Лиме. Его отцом был Хосе Мариано Карвахаль Кастро (по всей вероятности, белый) и Мария Леокадия Моралес, чернокожая рабыня. Современникам он был известен, как «мулат Хиль де Кастро» (исп. Mulato Gil de Castro; при этом, позднейшие биографы нередко принимали его второе имя — «Хиль» за фамилию, в результате чего, вместо фамилии «де Кастро и Моралес» у них получалась фамилия «Хиль де Кастро»).
О том, где и у кого художник учился живописи, документальных свидетельств не существует. На роль его учителей искусствоведами предлагались разные живописцы из Лимы или из Трухильо (впрочем, сам факт того, что художник жил в Трухильо — оспаривается), но ни одна из этих версий документально не подтверждена. Существует и точка зрения, что Кастро в основном являлся самоучкой, хотя и опирался на некоторую предшествующую художественную традицию.
Согласно одной из версий, в 1805 году, в возрасте около двадцати лет, Кастро из Перу переехал в Чили, а оттуда в 1811 году — в Аргентину (в те годы все эти территории являлись колониями Испании). В Аргентине он вступил в ряды Освободительной армии, с которой вернулся в Чили в 1814 году. Считается, что он служил под командованием Бернардо О’Хиггинса в качестве геодезиста и топографа.
Согласно другой версии, Кастро оставался в Лиме вплоть до 1807 года, когда он создал серию картин для одного из католических братств города, а около 1813 года появился в Чили, где работал в качестве портретиста.
Наиболее активно Кастро-художник работал в Чили с 1813 (по другим данным, 1812 или 1814) по 1820 год. В 1817 году он женился в Сантьяго-де-Чили на Марии Консепсьон Мартинес, но были ли у них дети — неизвестно. Около 1820 года художник уехал в Перу, где, согласно, глухим свидетельствам, скончался в возрасте 56 лет (около 1841 года).
Сегодня Хосе Хиль де Кастро наиболее известен созданной им серией портретов выдающихся деятелей Войны за Независимость испанских колоний в Америке. Все эти портреты созданы в узнаваемом провинциальном стиле начала XIX века (и, в частности, близки к русским купеческим портретам того же времени). Портреты в целом более двухмерны, чем это ожидалось бы от парадной живописи описываемого периода, фон зачастую несколько условен, фигуры статичны, однако лица передавались художником с большим сходством, а мундиры и награды портретируемых изображались достаточно достоверно.
Портреты кисти Кастро многократно репродуцировались в изданиях, посвящённых Войне за независимость испанских колоний, а уже в XXI веке, при поддержке правительства Перу был выпущен иллюстрированный каталог его произведений. Сами работы Кастро можно увидеть в экспозициях ключевых музейных собраний Перу, Аргентины и Чили. В Чили одна из площадей Сантьяго, поблизости от места, где жил художник, носит название Площадь мулата Хиля де Кастро (исп.). Кроме того, Хиль де Кастро является героем романа «Cosa Mentale» (1996) чилийского писателя Антонио Хиля Иньигеса (исп.).

## Галерея

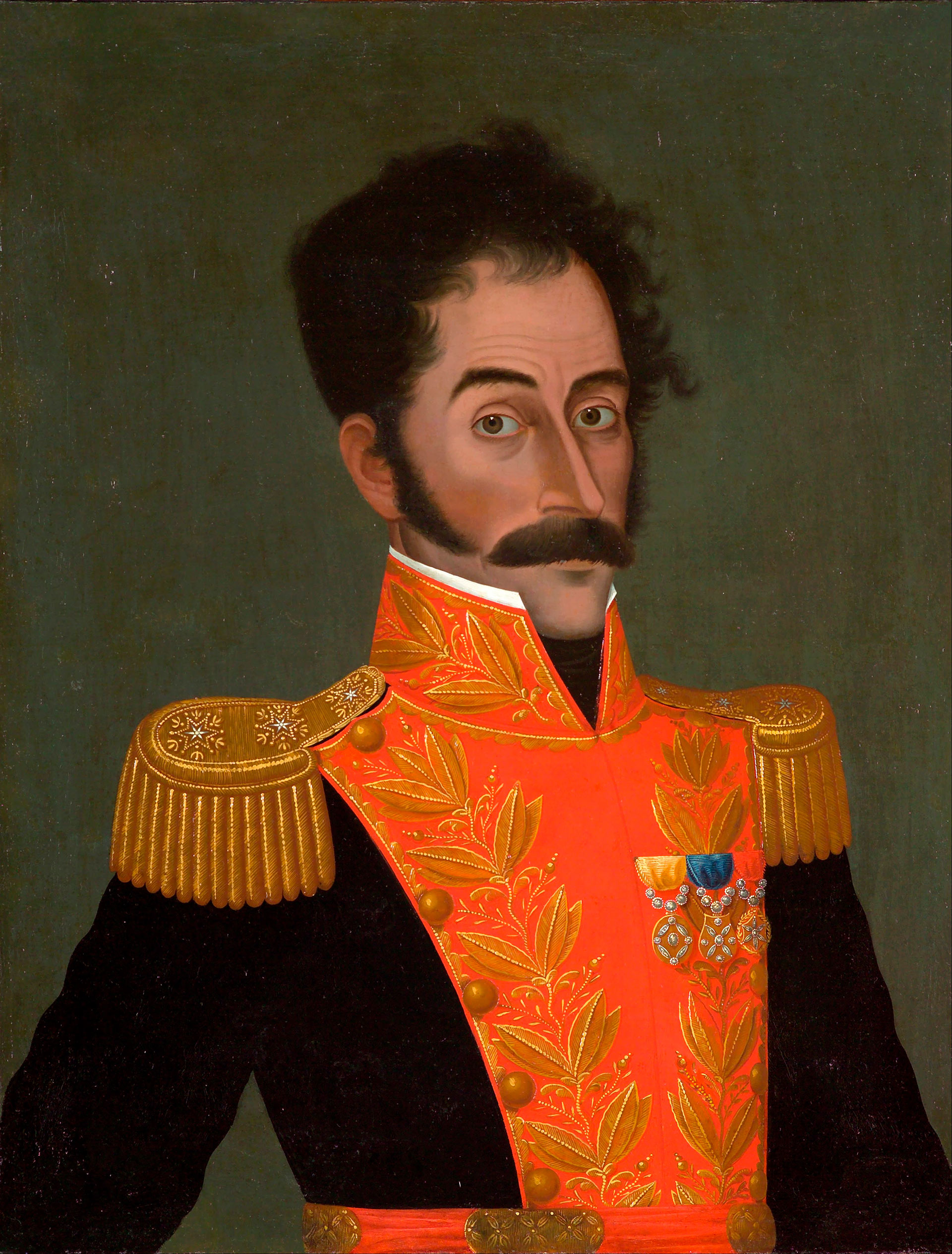
Симон Боливар
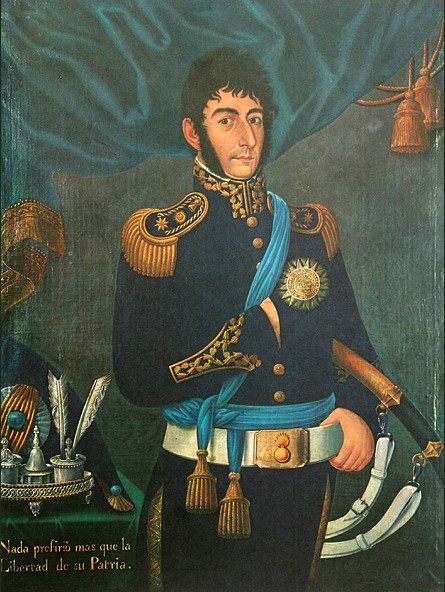
Хосе де Сан-Мартин
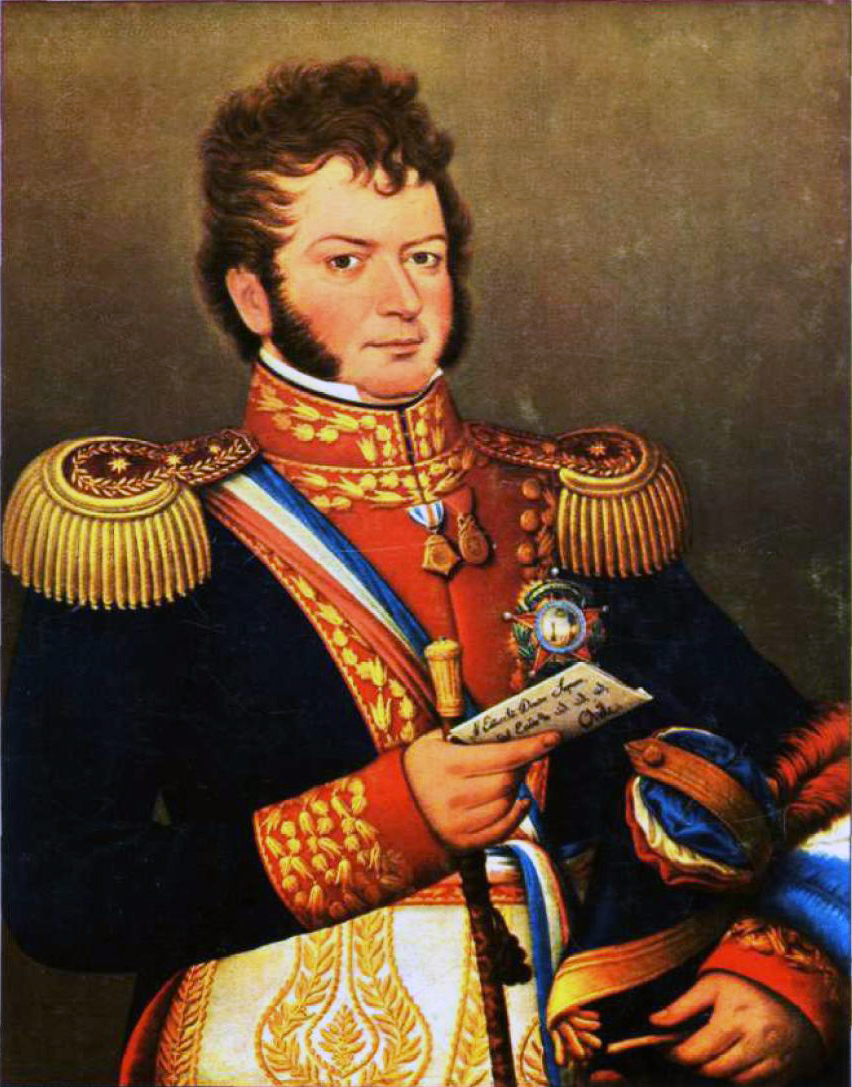
Бернардо О’Хиггинс (1818)
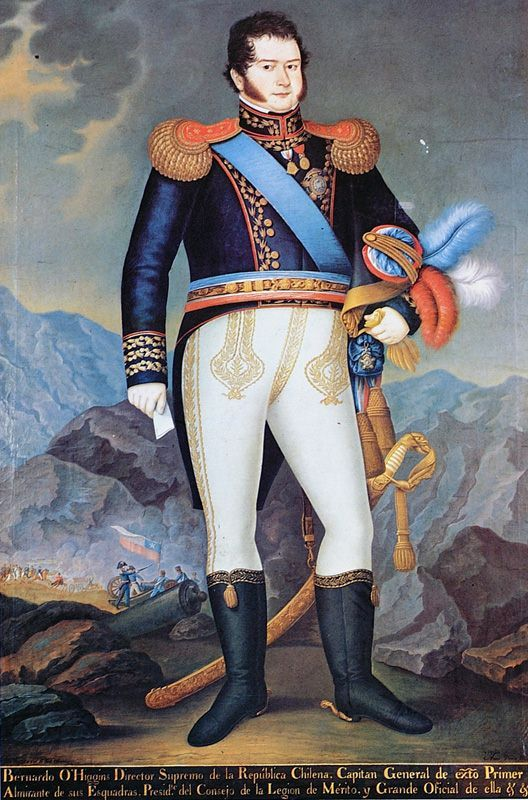
Бернардо О’Хиггинс (1820)
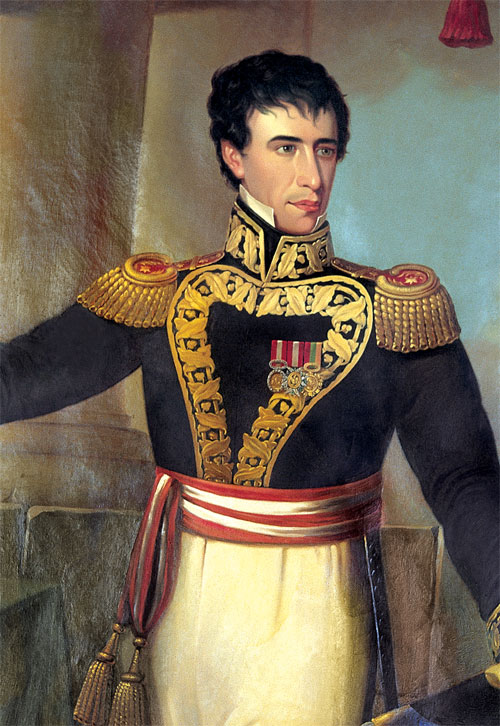
Андрес де Санта-Крус
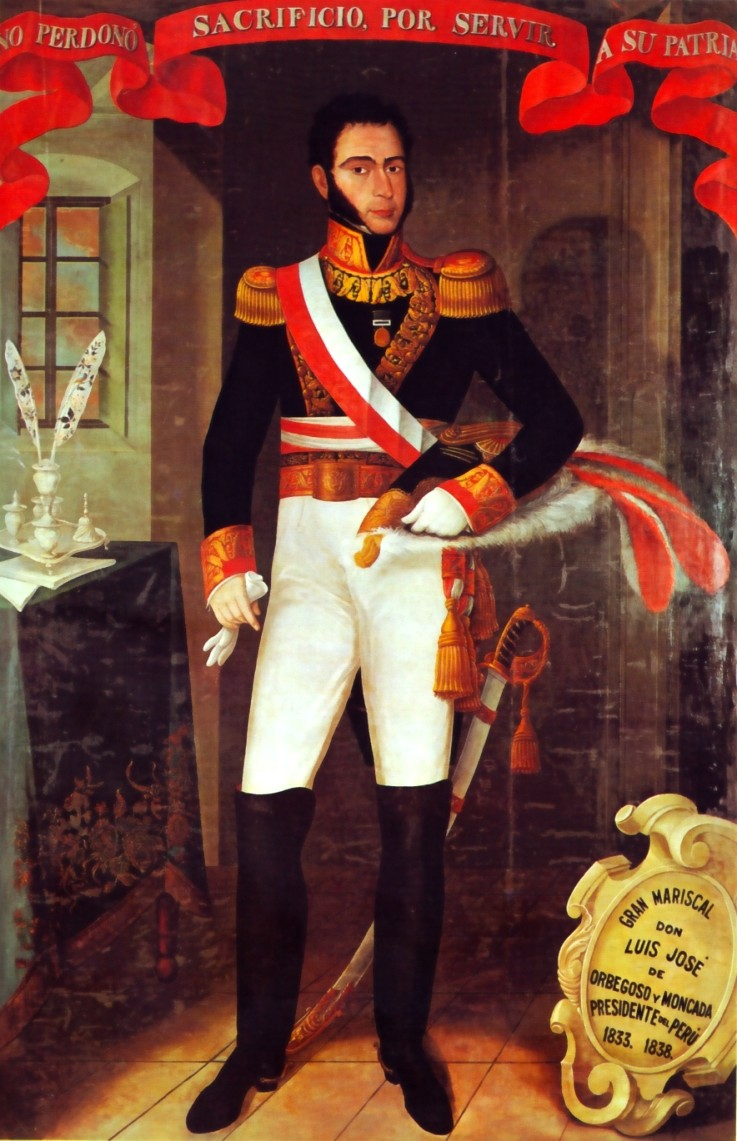
Луис Хосе де Орбегосо
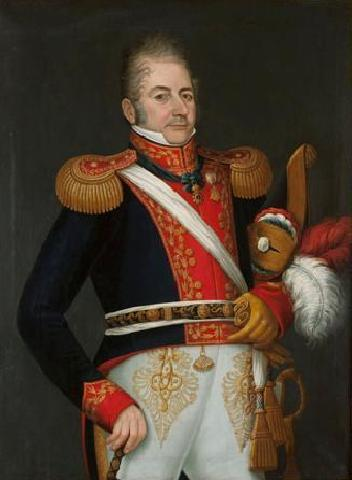
Франсиско Кальдерон Сумельсу
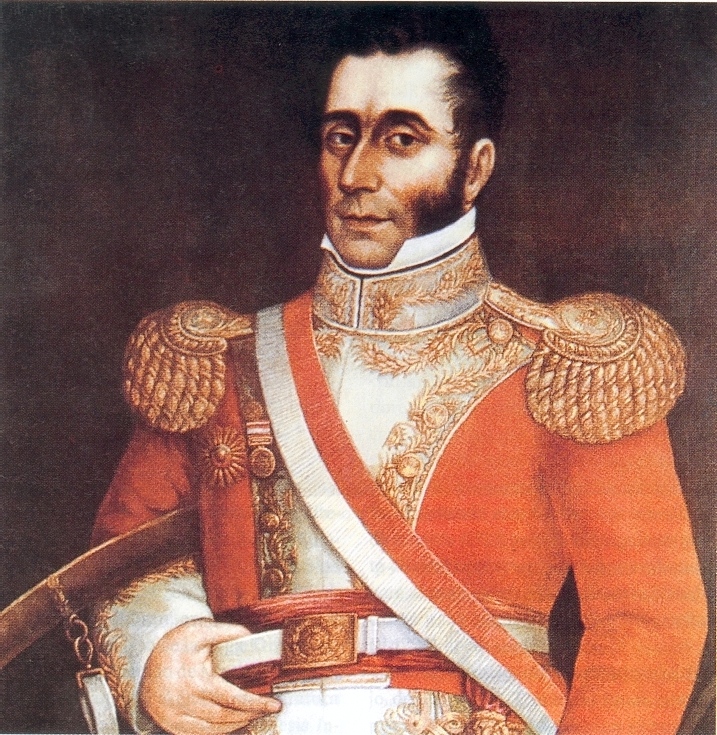
Хосе Бернардо де Талье
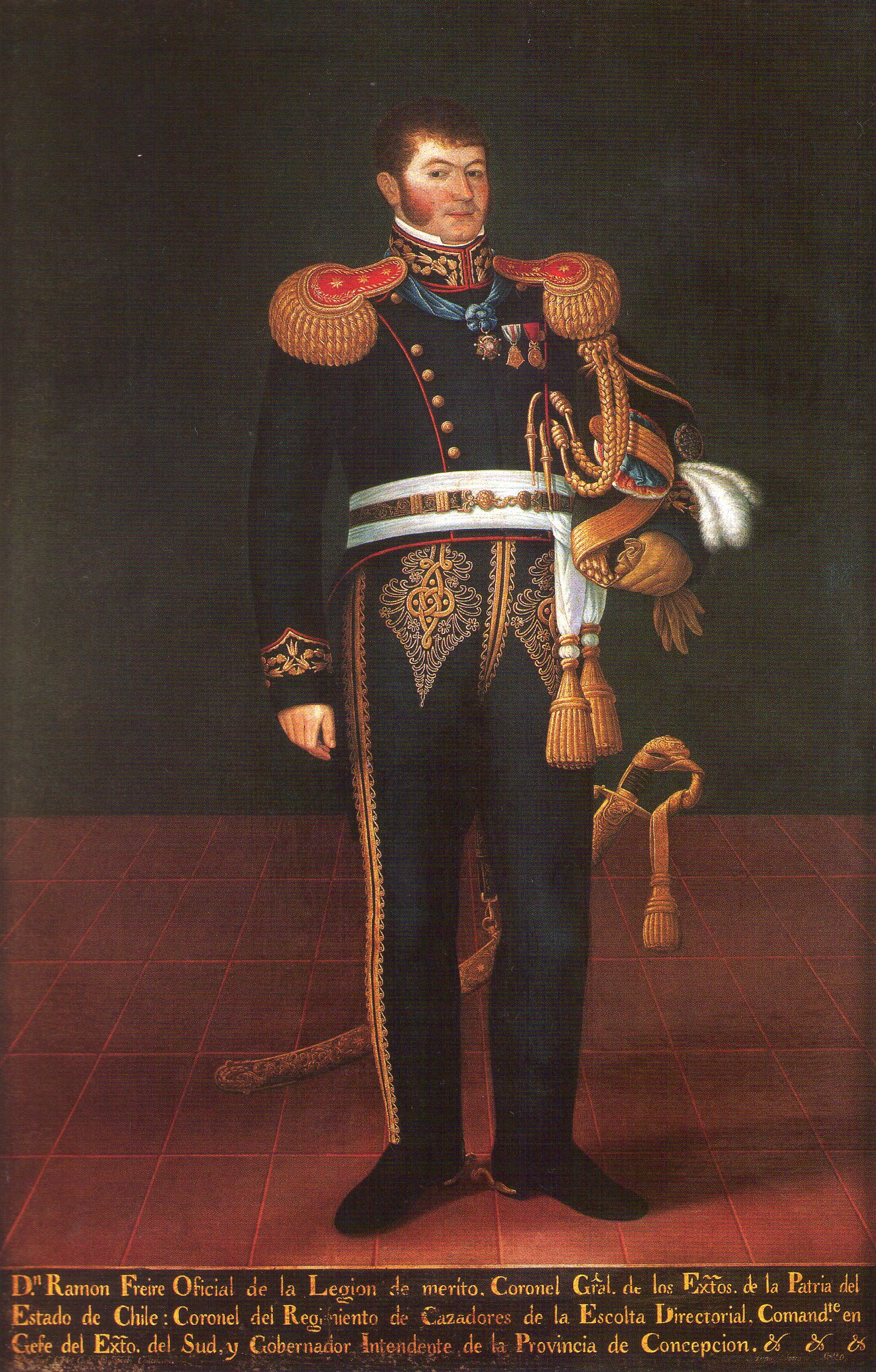
Рамон Фрейре
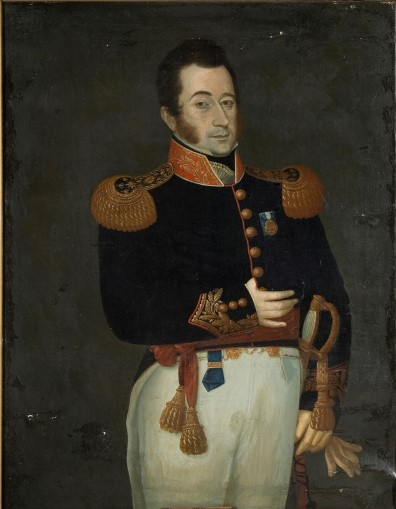
Игнасио Альварес Томас
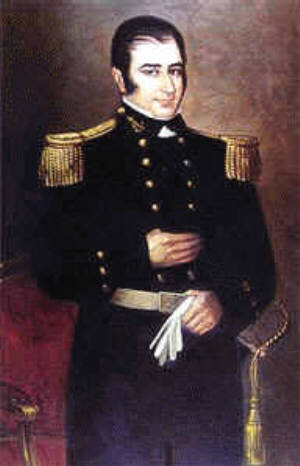
Иполито де Бушар
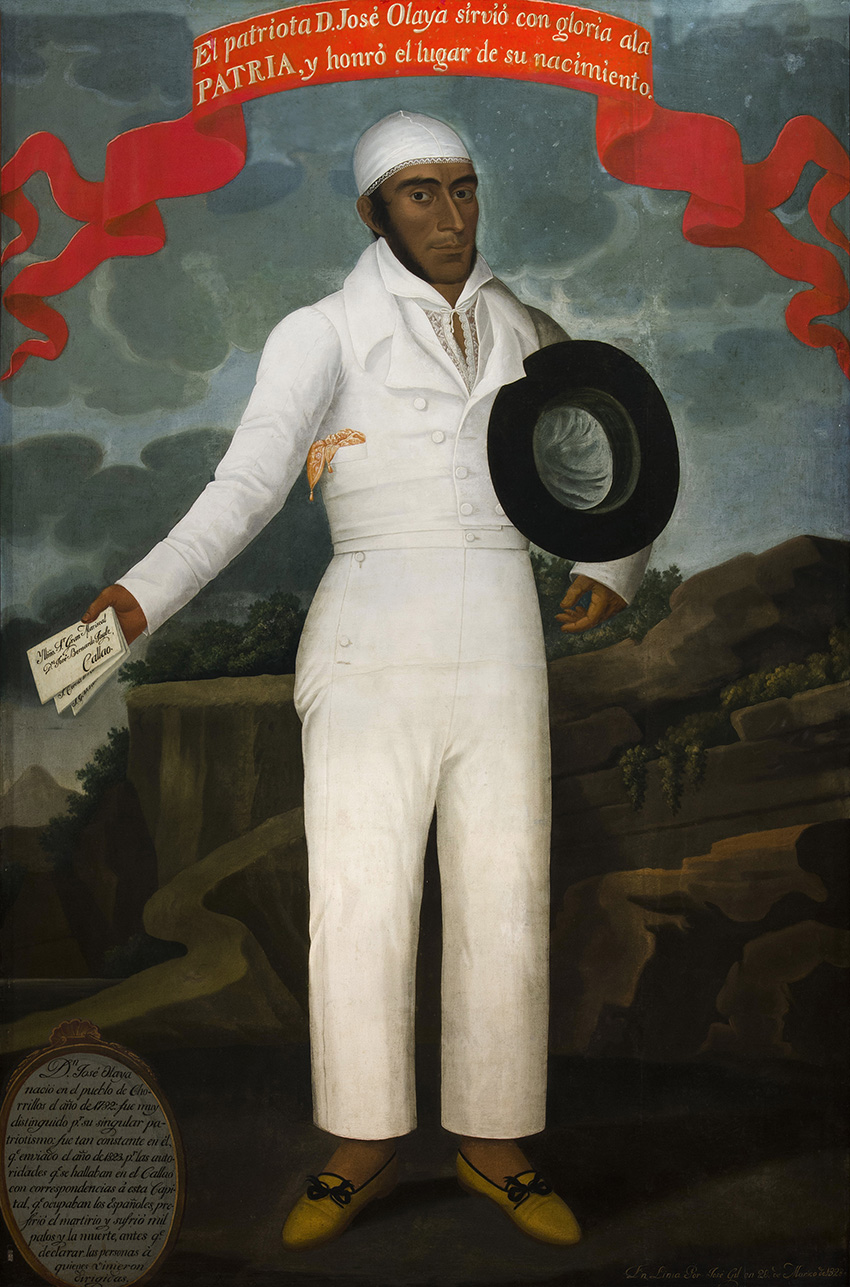
Хосе Олайя